# Mario De Meo
Mario De Meo (Formia, 8 settembre 1974) è un ex taekwondoka italiano.

## Biografia
Nato a Formia, in provincia di Latina, nel 1974, durante la carriera ha gareggiato nella classe di peso dei 76 o 80 kg (pesi welter).
Nel 1996 ha vinto l'argento nei 76 kg agli Europei di Helsinki, dove è stato battuto in finale dallo svedese Nico Davis.
A 26 anni ha partecipato ai Giochi olimpici di Sydney 2000, dove il taekwondo faceva il suo esordio, negli 80 kg, uscendo ai quarti di finale contro l'ivoriano Sebastien Konan.
Dopo il ritiro si è Laureato in CHINESIOLOGIA, dottore in Scienze Motorie ed è diventato maestro di taekwondo.

## Qualifiche Professionali
- Maestro di Taekwondo di 3ºLivello
- Istruttore di Difesa Personale della Polizia di Stato
- Istruttore di Armi e Tiro della Polizia di Stato
- Esperto di Team Building e Formatore per le Forze dell'Ordine
- Coach e Collaboratore della Nazionale Italiana Junior di Taekwondo

## Palmarès

### Campionati Italiani
- 10 volte Campione d'Italia

(1995, 1996, 1997, 1998, 1999, 2000, 2001, 2002, 2003, 2004)

### Campionati europei
- 4 medaglie:
  - 1 argento (76 kg a Helsinki 1996)
  - 1 oro Campionati Europei per qualif. Giochi Olimpici Sidney 2000 (80 kg a Stoccolma 1999)
  - 1 oro Campionato Europeo CISM (84 kg in Belgio 1999)
  - 1 bronzo European Master Games (84 kg a Lignano 2011)

### Campionati del mondo
- 2 medaglie:
  - 1 argento Campionato Mondiale CISM (76 kg ad Ariccia 1997
  - 1 argento Campionato Mondiale CISM (84 kg a Fort Hood 2002)

### Riconoscimenti
- ENCOMIO per il 2º posto conquistato ai Campionati MONDIALI MILITARI ASSOLUTI ’97
- ENCOMIO per il 2º posto conquistato ai Campionati MONDIALI MILITARI ASSOLUTI nel 2002 in TEXAS.
- ENCOMIO SOLENNE dal Capo della Polizia di Stato per il prestigioso risultato raggiunto alle OLIMPIADI di SIDNEY200
- Riconoscimento ufficiale dal Presidente della Repubblica CARLO AZEGLIO CIAMPI per la partecipazione ai GIOCHI OLIMPICI di SIDNEY 2000
- Premiato dallo STATO MAGGIORE della DIFESA per tre volte con la STELLA D’ARGENTO al valore sportivo.